# Nasty Girl (песня Destiny’s Child)
«Nasty Girl» — сингл американской группы Destiny’s Child. Взят с альбома Survivor.
Трек был выпущен как пятый и последний международный сингл альбома в начале 2002 года, а его ремикс от Maurice’s Nu Soul стал вторым синглом с альбома ремиксов группы This Is the Remix (2002), после ремикса «Bootylicious» от Rockwilder. Он имел умеренный успех в чартах по сравнению с предыдущими синглами Survivor, трек попал в первую десятку Australian Singles Chart, а также в топ-30 в Дании, Нидерландах и Швейцарии. Музыкальное видео для «Nasty Girl» поставил режиссёр Sanaa Hamri.

## Список композиций
European CD enhanced single
1. «Nasty Girl» (Album Version) — 4:17
2. «Nasty Girl» (Maurice’s Nu Soul Remix Edit) — 3:59
3. «Nasty Girl» (Azza’s Nu Soul Mix) — 5:17
4. «Nasty Girl» (Music Video)

European 2-track single
1. «Nasty Girl» (Radio Edit)
2. «Nasty Girl» (Maurice’s Nu Soul Remix Edit) — 3:59

Vinyl single
1. «Nasty Girl» (Maurice’s Nu Soul Remix Edit)
2. «Nasty Girl» (Azza’s Nu Soul Mix)
3. «Nasty Girl» (Charlie’s Nu Tech dub)
4. «Nasty Girl» (Album Version)

## Форматы
| «Nasty Girl» (Azza’s Nu Soul Mix) «Nasty Girl» (Azza’s Nu Soul Mix — Instrumental) «Nasty Girl» (Maurice’s Nu Soul Remix) «Nasty Girl» (Maurice’s Nu Soul Remix — Radio Edit) | «Nasty Girl» (Maurice’s Nu Soul Remix — Instrumental with Ooh’s) «Nasty Girl» (Maurice’s Nu Soul Remix — Full Instrumental) «Nasty Girl» (Maurice’s Nu Soul Remix — Acapella) «Nasty Girl» (Charlie’s Nu Tech Dub) |

## Чарты
| Чарт (2002)                                | Высшая позиция |
| ------------------------------------------ | -------------- |
| Австралия (ARIA)                           | 10             |
| Австрия (Ö3 Austria Top 40)                | 50             |
| Бельгия/Фландрия (Ultratop 50)             | 31             |
| Бельгия/Валлония (Ultratip Bubbling Under) | 1              |
| Дания (Tracklisten)                        | 14             |
| Европа (European Hot 100 Singles)          | 68             |
| Германия (GfK)                             | 36             |
| Ирландия (IRMA)                            | 34             |
| Нидерланды (Dutch Top 40)                  | 23             |
| Нидерланды (Single Top 100)                | 21             |
| Новая Зеландия (Recorded Music NZ)         | 46             |
| Швеция (Sverigetopplistan)                 | 32             |
| Швейцария (Schweizer Hitparade)            | 22             |

## Сертификации
| Регион                                                      | Сертификация | Продажи |
| ----------------------------------------------------------- | ------------ | ------- |
| Австралия (ARIA)                                            | Золотой      | 35 000^ |
| ^ Данные о тиражах приведены только на основе сертификации. |              |         |